# Classe Nautilus (mouilleur de mines)
Pour les articles homonymes, voir Classe Nautilus.
La classe Nautilus est une classe de croiseur-mouilleur de mines construit pour la Kaiserliche Marine au début des années 1900. Seuls deux navires, le SMS Nautilus et le SMS Albatross de conception différente, furent construits par le chantier naval AG Weser de Brême.

## Conception

### Caractéristiques générales

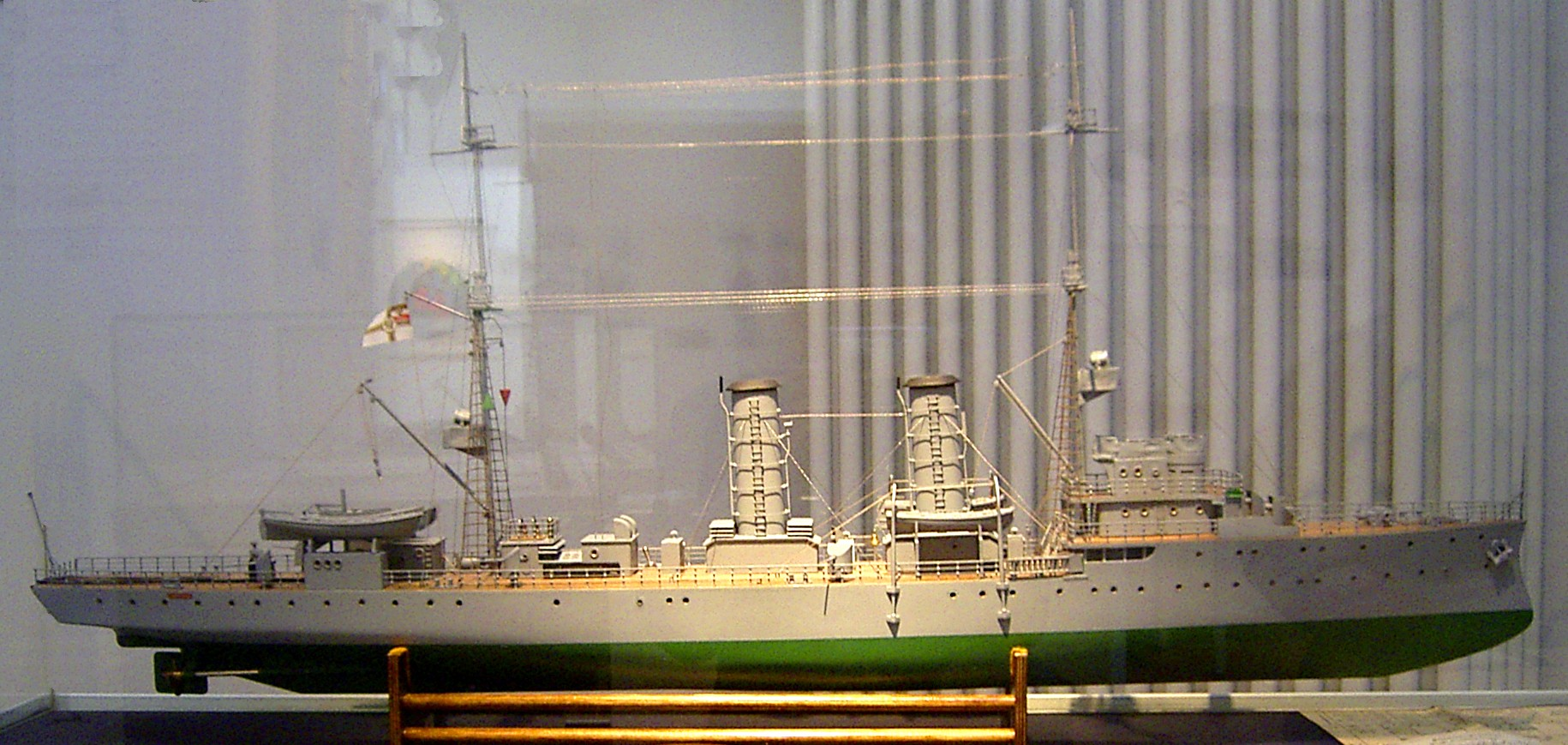
Maquette du SMS Albatross.

Bien que confondus dans la même classe, ces navires étaient dissemblables en apparence : le Nautilus (conçu sous le nom de Minendampfer A), dont le coût de construction fut de 2,8 millions de goldmarks, arborait le style d'un grand yacht, avec une proue de clipper terminée par un bout-dehors, une poupe élancée, et une coque assez haute. Le Nautilus avait une longueur hors-tout de 98,20 mètres, un faisceau de 11,20 mètres et un tirant d'eau de 4,42 mètres. Il déplaçait 1 975 tonnes en charge nominale et 2 345 tonnes à pleine charge. En 1909-1910, le Nautilus a été modernisé au chantier naval impérial de Kiel. Son porte-à-faux arrière a été rallongé de 2,70 mètres, portant sa longueur hors-tout à 100,90 mètres. Le pont de sa superstructure a également été rallongé à l'arrière.
L'Albatross de son côté avait une proue combinant éperon et forme clipper, une coque plus basse, mais la même poupe élancée, à la manière des croiseurs légers allemands contemporains. Son aspect était bien plus martial. Il était aussi plus lourd, et fut construit deux ans plus tard sous le nom de Minendampfer B. Sa longueur hors-tout était de 100,90 mètres, un faisceau de 11,50 mètres, et un tirant d’eau de 4,40 mètres. Il déplaçait 2 208 tonnes en charge nominale et 2 506 tonnes à pleine charge. L'Albatross fut ensuite reconstruit comme son sister-ship en 1910.
Leurs coques ont été construites avec des armatures en acier longitudinales. Les coques ont été divisées en neuf compartiments étanches et incorporent un double fond, s'étendant sur 60% de la longueur de la quille. Les deux navires avaient deux mâts équipés d'une plate-forme. L'Albatross avait également un gaillard plus haut s'étendant jusqu'à la base du mât principal, tandis que Nautilus comprenait une superstructure qui commençait juste derrière le mât avant.
La direction était contrôlée avec un seul gouvernail. Ils étaient assez manœuvrables et avaient un rayon de braquage serré. D'une tendance naturelle à lofer même pendant une petite houle, les navires étaient considérés comme ardents. L'équipage comprenait 10 officiers et 191 hommes d'équipage, augmenté à 11 officiers et 197 matelots en temps de guerre. Ils embarquaient plusieurs navires plus petits, dont un navire piquet, une chaloupe, deux yawls et un dinghy. Ceux-ci étaient manipulés avec un grand derrick monté sur le mât principal.

### Machinerie
Leur système de propulsion se composait de 2 moteurs à vapeur à triple expansion et à trois cylindres, entraînant chacun une seule hélice à quatre pales d'un diamètre de 3,20 mètres. Les moteurs étaient alimentés par 4 chaudières au charbon de type Marine, divisées en quatre chaufferies individuelles. Les chaudières étaient réparties par paires dans deux cheminées étroitement espacées. L'électricité était fournie par deux turbo-générateurs produisant 90 kilowatts (120 ch) à 110 volts.
Sa puissance était de 6 600 chevaux-vapeur (4 900 kW) produisant une vitesse de pointe de 20 nœuds (37 km/h). Lors des essais, le Nautilus a atteint une vitesse de 20,8 nœuds (38,5 km/h) et l'Albatross 20,2 nœuds (37,4 km/h) en charge légère. Les navires embarquaient 526 tonnes de charbon au maximum, leur donnant une autonomie de 3 530 à 3 680 milles marins (6 540 à 6 820 km) à une vitesse de 9 nœuds (16,7 km/h). 

### Armement
Leur armement ne comprenait que des pièces légères, groupés par paires. Ils étaient armés de 8 canons de 88 mm SK L/35 (8 x 1) montés individuellement ; deux d'entre eux était placé côte à côte sur le gaillard, quatre sur la superstructure au milieu du navire (deux sur chaque bordée), et les deux autres disposés en tourelles superposées à l'arrière. Ces canons tiraient un obus de 9 kg à une vitesse à la bouche de 750 mètres par seconde. Leurs cadences étaient de 15 obus/min. Les canons avaient une altitude maximale de 25 degrés, ce qui leur permettait d'engager des cibles jusqu'à 10 700 mètres. Ils disposaient de 2 000 cartouches de munitions.
Le Nautilus emportaient à bord jusqu'à 186 mines marine, porté ultérieurement à 205. L'Albatross emportaient à bord 288 mines. En 1918, le Nautilus a été réarmé de 2 canons de 76 mm, 4 canons antiaériens de 20 mm, 24 mitrailleuses, 2 lance-flammes et 4 lanceurs de mines, en emportant le même nombre de mines. Son nouvel armement était destiné à permettre au navire d'appuyer des opérations amphibies.

## Navires de la classe
| Nom           | Chantier naval    | Quille           | Lancement       | Mis en service | Fin de carrière |
| ------------- | ----------------- | ---------------- | --------------- | -------------- | --------------- |
| SMS Nautilus  | AG Weser de Brême | 19 décembre 1905 | 28 août 1906    | 19 mars 1907   | Détruit en 1928 |
| SMS Albatross | AG Weser de Brême | 24 mai 1907      | 23 octobre 1907 | 19 mai 1908    | Détruit en 1921 |

## Historique
Le Nautilus mouilla trois champs de mines dès août 1914, nommés Lister, Vortrappe et Hever Sperre. Il mouilla ensuite des mines devant la Humber avec le SMS Mainz. Puis en compagnie de l'Albatross et du SMS Kaiser, il mouilla le grand champ défensif Alpha en Baltique, derrière le Skagerrak, puis le Rif Sperre en mai 1916. Il resta ensuite en Baltique, patrouillant près des Aaland. En 1917, il participa à l'opération Albion, au cours duquel il soutint la conquête du golfe de Riga. En décembre, il fut ancré et débarrassé de son équipage, rayé des listes en mars 1919 et utilisé comme coque utilitaire jusqu'en 1928 avant d'être démoli à Copenhague. 
L'Albatross de son côté heurta le Wartburg en 1911. Après réparations, il mouilla des mines devant la Tyne en août 1914, et en septembre avec son sister-ship devant Heligoland. Il mouilla ensuite en plusieurs sorties 550 mines devant l'île de Bogskär dans le nord de la Baltique, mais échappa de peu à la destruction par une escadre de croiseurs cuirassés russes en juin 1915. Une bataille de poursuite s'ensuit, et le croiseurs Allemand, réfugié à Gotland, se voit pilonné, évacué et contraint au sabordage le 2 juillet 1915.